# Weingut Gross
Das Weingut Gross in Ratsch an der Weinstraße ist ein österreichisches Weingut im Weinbaugebiet Südsteiermark.
Geleitet wird das 1907 gegründete Weingut seit 2018 von Martina und Johannes Gross, der sechsten Generation des Familienbetriebes.

## Geschichte
Alois Gross, der ab 1984 das Weingut gemeinsam mit Ulrike Gross führte, galt laut Hugh Johnson als ein hervorragender, perfektionistischer Erzeuger. Alois Gross zählt zu den Pionieren des steirischen Qualitätsweinbaus.
Ab 2006 übernahmen seine Söhne Johannes und Michael Gross die Verantwortung für Keller und Weingärten. 2018 kam es zur Aufteilung des Weinguts. Johannes und Martina Gross führen seither das Weingut Gross, Michael und Maria Gross pflegen unter dem Namen Vino Gross die seit 2005 erworbenen Weingärten in Slowenien. Zu viert arbeiten sie unter dem Label Gross & Gross – Geschwister und der Wein zusammen.

## Anbaufläche, Rebsorten und Rieden
Martina und Johannes Gross bewirtschaften eine Rebfläche von 37 Hektar (Stand 2021), die zu 100 Prozent mit weißen Rebsorten, hauptsächlich Sauvignon Blanc, Gelber Muskateller, Weißburgunder, Welschriesling und Morillon bestockt ist. Die Jahresproduktion erreicht 200.000 Flaschen.
Das Sortiment wird anhand der Kriterien des Herkunftssystems Südsteiermark DAC in die Kategorien Gebietswein, Ortswein und Riedenwein gegliedert. Die bekanntesten Weine des Weingutes stammen aus der Ried Nussberg, Ried Sulz, Ried Kittenberg und Ried Perz. Das Weingut ist Mitglied der Steirischen Terroir- und Klassikweingüter.